# Palermói főegyházmegye
A Palermói főegyházmegye a római katolikus egyház egyik főegyházmegyéje Szicília szigetén, Olaszországban.